# Dieter Ilg
Dieter Ilg (Offenburg, 30 september 1961) is een Duitse jazzcontrabassist en componist.

## Jeugd
Ilg werd in 1979 ontdekt en aangemoedigd door Joe Viera. Ilg studeerde tussen 1981 en 1986 klassieke contrabas aan de Hochschule für Musik Freiburg bij Wolfgang Stert. Vervolgens was hij in 1986 en 1987 beursstudent aan de Manhattan School of Music.

## Carrière
Ilg behoorde sinds 1984 tot het sextet van Viera, daarna tot de medeoprichters van de band van Klaus Ignatzek, waarmee hij zeven albums opnam. Al tussen 1987 en 1989 was hij lid van het kwintet van Randy Brecker (tournees door de Verenigde Staten en Europa, plaatopnamen). Tussen 1991 en 2004 speelde hij bij het kwintet van Albert Mangelsdorff en Wolfgang Dauner. Tussen 1994 en 1997 behoorde hij tot het trio van Nguyên Lê. Met Charlie Mariano vormde Ilg van 2001 tot aan Mariano's dood in 2009 een duo (gezamenlijke geluidsdragers zijn A la carte, Eisenhans en Due) met internationale concerttournees in Europa, India en Japan. Deze ervaring resulteerde in 2008 in een soloproject met talrijke soloconcerten bij onder andere de Berliner Jazztage. In zijn eigen bands speelden ook Marc Copland, Roberto di Gioia en Wolfgang Haffner. Hij werkte verder met Rolf Kühn, Christof Lauer, Dave Liebman, Bennie Wallace, Sadao Watanabe, Dave Friedman, Trilok Gurtu, Joanne Brackeen, Dhafer Youssef, Nils Landgren, Rebekka Bakken, Till Brönner, Thomas Quasthoff, Klaus Ignatzek en vele anderen.
Onder zijn eigen naam bracht Ilg in 1991 zijn eerste productie Summerhill uit, met Randy Brecker, Mike Stern, Bob Berg, Jim Beard en Peter Erskine. In een trio met Wolfgang Muthspiel en Steve Argüelles presenteerde hij tussen 1997 en 2001 twee studioalbums (folksongs en fieldwork) en een live-productie met bewerkingen van volksliederen. In 2001 richtte Ilg zijn eigen label Fullfat op met uitsluitend eigen producties. Een voorbeeld daarvan is Otello in aanleuning aan de gelijknamige opera van Giuseppe Verdi in een trio met de pianist Rainer Böhm en de drummer Patrice Héral. Daarvoor kreeg Ilg in 2011 een echojazz-award. Sinds 2011 verschijnt Ilgs muziek bij ACT Records. Van zijn trio werd sindsdien Otello live at Schloss Elmau (oktober 2011), Parsifal (januari 2013) en Mein Beethoven (januari 2015) uitgebracht. Ilg kreeg ook in 2014 voor Parsifal een Echojazz Award.
Ilg is sinds 1995 leergevolmachtigde voor contrabas aan de Musikhochschule Freiburg, waar hij vooral ook aandacht besteed aan de algemene vorming van toekomstige schoolmuzikanten.

## Onderscheidingen
- 1988: Jazzprijs Baden-Württemberg
- 1998: «Stern des Jahres», Münchner Abendzeitung
- 2005: Jazzpott-prijswinnaar
- 2006: Reinhold-Schneider-prijs
- 2011: EchoJazz - Bass / national
- 2014: EchoJazz - Bass / national
- 2014: Maurice Lacroix – speciale prijs van het Schwarzwald – Musikfestival

## Boekwerken
- Ian Carr o.a.: Jazz Rough Guide, Stuttgart 1999
- Wolf Kampmann Reclams Jazzlexikon Stuttgart 2003

- Bibsys: 4040884
- Bibliothèque nationale de France: cb14003286j (data)
- Gemeinsame Normdatei: 134758765
- International Standard Name Identifier: 0000 0000 5519 5125
- Library of Congress Control Number: no99026039
- MusicBrainz: abcd645d-ea56-46e4-829a-b9838611d76d
- Nationale Bibliotheek van Tsjechië: xx0147802
- Nationale Bibliotheek van Israël: 987007320164105171
- Système universitaire de documentation: 121307956
- Virtual International Authority File: 72610325
- WorldCat: E39PBJvMFjMHKvbjjRPjgtv4MP